# Kiosk (JRグループ)
- Kiosk
- キヨスク
- キオスク

Kiosk（キヨスク、キオスク）は、JRグループの駅構内にある小型売店のブランドである。店舗名は英語で簡易構造物一般を指す。カナ表記および読みは国鉄時代より「キヨスク」であるが、東日本旅客鉄道系列のJR東日本クロスステーションのみ「キオスク」と変更されている（後述「#東日本エリア」参照）。
日本国有鉄道（国鉄）の売店を継承して共通のブランドを有しており、JR旅客5社の系列会社が経営している。本稿では国鉄時代から現在までの経緯と、JR北海道フレッシュキヨスク（JR北海道系）、JR東日本クロスステーション（JR東日本系）、ジェイアール西日本デイリーサービスネット（JR西日本系）などのジェイアールサービスネット各社、四国キヨスク（JR四国系）、JR九州リテール（JR九州系）が経営している同ブランドの売店およびかつて東海キヨスク→JR東海リテイリング・プラス（JR東海系）が営業していた同ブランドの売店について記載する。

## 名称
「Kiosk」（読みは「キヨスク」または「キオスク」）の名称およびロゴは、国鉄時代に運営していた鉄道弘済会から引き継ぎ、JR東日本クロスステーションの登録商標となっている。このため私鉄の駅売店は「Kiosk」とは称さず、各社それぞれの名称を付けている。
Kioskを「キオスク」と表記する場合があるが、この場合は鉄道弘済会の「キヨスク」以外の業者による店舗を含めた駅売店の総称としての意味合いを込めることが多い。なお、日本国外では一般的に電話ボックス、インターネットができるブース、富くじの販売所といった小さな面積で一定の機能またはサービスを提供するものに対して、この呼称が使われる。「コンパクトにまとまっていて機能的なサービスを提供する店=キヨスク」と考えられる。日本では、コンビニエンスストアや駅などに設置されるマルチメディアステーション（ローソンのLoppi、ファミリーマートのFamiポートなど）を指して「キオスク端末」と呼ぶ場合がある。

## 歴史

### 官営鉄道
1932年4月に、鉄道弘済会が上野駅・東京駅構内で物品販売を行う売店を10店舗開いたことに始まる。鉄道事故などで一家の働き手を失ってしまった遺族（主として鉄道殉職者の妻）に働き口を確保する目的があったとされる。
1973年8月、創立40周年を記念してそれまでの「鉄道弘済会売店」からのイメージチェンジを図るため、Kiosk（キヨスク）という愛称が付けられた。Kioskはトルコ語のköşk（キョシュク、「東屋（あずまや）」の意味）に由来する英語で、「清く」「気安く」の意味から「キヨスク」と読ませた。命名者は当時選考委員を務めていた田中健五である。

### 国鉄民営化後
1987年の国鉄分割民営化に合わせて、鉄道弘済会の小売事業はJRグループ各社が出資する6つの株式会社（北海道キヨスク、東日本キヨスク、東海キヨスク、西日本キヨスク、四国キヨスク、九州キヨスク）に分割された。一部は子会社再編による合併や社名変更を経て、2024年現在、キヨスク事業を展開する5社ともJR各社の完全子会社となっている。
JR東日本における東日本キヨスクの場合、1999年には鉄道弘済会が10%の株式を保有していたが、2006年にはJRの100%子会社となった。それを機に希望退職を募集し、これまでの人件費の高かったスタッフを入れ替えるために高額の割増金を提示した。これに販売員の9割以上が応募したためスタッフ補充が追い付かず、2007年には首都圏の三分の一以上の店舗が一時休店を強いられた。同年にはJR東日本リテールネットに社名が変更されて国鉄色を一掃している。
近年は鉄道乗客数の減少や、大都市圏では駅ナカの施設の開業に伴う収益減少から、中小の駅からは撤退するケースが多々見られ、各ホームごとに複数の店舗を有した駅でも駅舎内の1店舗に集約したり、キヨスク各社が展開するコンビニエンスストア業態に転換されるケースや、コンビニチェーンとフランチャイズ契約したキヨスク各社もしくはJR系物販会社の店舗が進出するケースも見受けられる。自動販売機によるオートキヨスク形態の店舗も増加している。

## 各社のKioskの状況

### 北海道エリア
- JR北海道フレッシュキヨスク株式会社（旧：北海道キヨスク）が事業を運営。
- 土産物に特化した「北海道四季彩館」（旧「スーベニアキヨスク」）、一般的な売店形式のキヨスクの2種類が主な業態。通常より品揃えが多く営業時間も若干長めに設定されたコンビニキヨスクも存在したが、2010年よりセブン-イレブンとフランチャイズ契約を締結。一部を除きSEVEN-ELEVEN STATION by Kiosk業態に転換された。
  - ただし売店形式のキヨスクでも、店舗によってはコンビニキヨスク同様に営業時間が長めに設定されている事がある。
- JR北海道のほかに札幌市交通局（札幌市営地下鉄）駅売店（一部はセブン-イレブン）も担当していた。ただし、東豊線栄町駅と東豊線大通駅（バスセンターへの連絡通路側）の売店（ドナショップ）は他社（中央バス観光商事株式会社）にて運営されている。現在は、札幌市交通局からは一部のセブン-イレブンとしての営業継続を除き、全て撤退している。
- 鉄道のない場所にも店舗があり、廃線となった標津線厚床支線の別海駅跡に設置されたバス待合所「別海ぷらと」内などにあった。
- Kitacaエリア内のキヨスク運営店舗は原則としてKitaca決済が可能である。但し、札幌市営地下鉄駅構内のキヨスクではKitaca決済はできない代わりにSAPICA決済が可能。
- 「緑茶うらら」「HOKKAIDOニセコWater」をはじめとした独自開発商品を販売している。

- コンビニキヨスク（2009年 北見駅）
- セブンイレブン by KIOSK（2011年 千歳駅）

### 東日本エリア
- 株式会社JR東日本クロスステーション リテールカンパニー（旧：JR東日本リテールネット）が事業を運営[7]。
- キヨスク各社の中で唯一、民営化前とはロゴマークおよび店舗名（読み）が違う。これは1988年にCIを導入し、業態別に「LET'S KIOSK」等の店舗名を導入したため[6]（後に廃止されるが、その後も売店型標準店舗は便宜上レッツ店と呼称される[8]）である。一方、他地域社のキヨスクは鉄道弘済会時代からのロゴをそのまま使用する。その後、2007年7月1日に東日本キヨスクからJR東日本リテールネットに社名変更する際、店舗名の読みも「キヨスク」から「キオスク」に変更した[2]。
- JR東日本のほかに、東京臨海高速鉄道（りんかい線）とえちごトキめき鉄道（直江津駅と妙高はねうまライン高田駅）の駅売店も担当している。鉄道のない場所のバスターミナルに、首都圏新都市鉄道つくばエクスプレス開業前のつくばセンター内に出店していたこともある。
- Suicaステーション[注 2]対応後の駅構内では、本来POSシステムを導入していないキヨスクにおいても、Suica対応のレジ決済に変更になり、現金を所持していなくてもSuica電子マネーで購入することも可能になった。Suica未導入地域でもPOSレジによる会計に変更された。
- 近年は関東を中心に、特定企業とのタイアップによりキヨスク全体を特定企業の広告でラッピングし、独自商品を販売するタイプのキヨスクが増えている。主な店舗（恒久的な店舗）としては、以下のものが挙げられる。また、これ以外にも期間限定でオープンするものもある（江崎グリコ・ポッキー、ブルボン、ケロロ軍曹など）。
  - ウイダーステーション（田町駅） - 森永製菓とのタイアップ（駅前に森永製菓の本社があるため）。2006年10月までは、同社のキャラクターであるキョロちゃんをモチーフとして「キョロスク」と名づけられていた。
  - キヨスク&東ハト コラボショップ（渋谷駅）
  - GIOSK（東京駅） - 読売ジャイアンツとのタイアップ
  - チョコスク（東京駅） - 明治製菓とのタイアップ
  - PIOSK（新宿駅） - Pinky（フレンテ）とのタイアップ。2004年11月1日から2005年4月30日まで存在していた。
- NewDays店舗の増加や、駅ナカ事業の拡大によりキヨスクの店舗数は漸減傾向にある。2007年にはそれまでの多くを占めていた正社員店員の早期退職を行ったが、それに代わる従業員の確保が追い付かなかったために、首都圏駅の多くのキヨスク店舗が休業・閉店に追い込まれた。
- 2015年3月14日より、新業態『NewDays KIOSK』の営業が始まった。これは、キオスクを自社で展開しているコンビニNewDaysのマイクロショップという位置付けで、キオスクのコンパクトでスピーディな点とコンビニの鮮度が高く幅広い商品を買いやすい点と双方の利点を生かした店舗としている[9]。他社で言えば、京急電鉄駅構内売店をセブン-イレブン、東京メトロ駅構内売店をローソンのそれぞれ小規模店舗に置き換えたのと同じ形態となっている。これ以降、キオスクの一部店舗が順次『NewDays KIOSK』にリニューアルされている他、既存のキオスクのままでNewDaysのおにぎりやパンを取扱う店舗も増えている。
- 2024年12月現在、JR東日本クロスステーションの店舗検索で“KIOSK”で検索すると[10]、ほとんどが『NewDays KIOSK』となっており、唯一『KIOSK 信濃大町』のみが、純粋な『KIOSK』を名乗っているが、そのアイコンや店舗紹介文は『NewDays KIOSK』のものになっている[11]。

- JR東日本エリアのKIOSK（2015年 青森駅）
- NewDays KIOSK 新宿駅3番線ホーム店（2023年）

### 東海エリア
- 株式会社JR東海リテイリング・プラス（旧：東海キヨスク）が事業を運営していた。
- ベルマートの名称でコンビニエンスストアを運営している。2018年現在の看板ロゴは「Bellmart Kiosk」。ほかにも土産品に特化した「GIFT KIOSK」や、コンビニと土産店を融合した総合型店舗「GRAND KIOSK」などを展開している。
  - 類似した業態として、東海道新幹線の主要駅とリニア・鉄道館で展開する「デリカステーション」があるが、こちらは旧：ジェイアール東海パッセンジャーズ（日本食堂の流れを汲む）が展開する別ブランドであり、取扱商品も一部異なる。
- 電子マネーへの対応については名古屋駅及び東京駅構内の一部店舗にてEdy、iDおよびQUICPay決済を導入している他、同社が運営しているほぼすべての店舗でTOICA、Suica、ICOCAなどの交通系電子マネー決済が導入されている。
- 2024年10月以降、ストア事業のブランドを「PLUSTA」と「Bellmart」に集約。既存の「Bellmart Kiosk」は「Bellmart」に、その他のキヨスクを称する店舗は形態に合わせて順次「PLUSTA」「PLUSTA Gift」「PLUSTA Bento」に転換され、当社の営業するキヨスクは消滅する予定である[12][13]。

- ベルマートキヨスク 名古屋駅広小路口店（2013年）
- GRAND KIOSK 掛川（2023年）
- GIFT KIOSK 熱海（2018年）

### 西日本エリア
- 2000年4月1日にJR西日本の物販・飲食事業を行っている子会社の再編成により、株式会社ジェイアール西日本デイリーサービスネットが発足し、それまで旧：西日本キヨスクが運営していたキヨスクについても、ジェイアール西日本デイリーサービスネットの運営となった。なお、近畿圏以外はおおむね支社エリアごとに設立された子会社が運営している（ジェイアールサービスネット福岡等）。
- 金沢支社管内を管轄するジェイアールサービスネット金沢では2000年の発足後に独自の店舗ブランド「ステーションピット　ちゃお」を展開し、ハート・インと並行してより小規模なコンビニ業態として転換を進めていたほか、キヨスク業態を存続した店舗についてもこの店名に変更していた。2014年以降は後述する「セブン-イレブン キヨスク」及び「セブン-イレブン ハートイン」への再転換を進め、北陸新幹線の延伸開業に伴い北陸本線から転換されたあいの風とやま鉄道やハピラインふくい沿線からの撤退などの店舗整理が行われた。なお、2024年の延伸開業時点ではハピラインふくいの福井駅構内、IRいしかわ鉄道の松任駅や金沢駅中２階店、あいの風とやま鉄道の富山駅の「セブン-イレブン キヨスク」はジェイアールサービスネット金沢が運営を継続している。
- JR西日本管内のキヨスクでは2005年にレジ決済業務を導入し、大阪市内や近郊からエリアを広めている。レジ導入を活かし、コンビニエンスストアに似た間取りとし、利用客が店舗内で商品を選ぶ「ニューキヨスク」を展開。レジと間取り以外は本来のキヨスクと変わりない。また、近畿圏や岡山・広島エリアを中心にICOCA電子マネー決済が導入されている。
- 2014年3月27日にジェイアール西日本デイリーサービスネットおよび親会社のJR西日本が、セブン-イレブン・ジャパンと業務提携（事実上のフランチャイズ化）を行ったことにより、JR西日本管内の既存売店（ハート・イン[注 3]やデイリーインも含めた約500店舗）を今後5年間で「セブン-イレブン キヨスク」及び「セブン-イレブン ハートイン」に転換された[14]。
  - 2023年3月時点ではジェイアール西日本デイリーサービスネット運営による無印の「キヨスク」は存在しない（2019年6月時点で存在したJR豊岡駅東口店は2021年閉店、JR新宮駅改札口店は2020年閉店、紀伊田辺駅改札口店は紀伊田辺駅の駅舎リューアルに伴い2019年7月に閉店、翌8月に駅構内併設施設として「セブン-イレブン ハートイン JR紀伊田辺駅前店」が開業）。
  - ジェイアール西日本デイリーサービスネットやその地域子会社が運営するセブン-イレブンであっても、JR西日本の駅構内ではない市中に立地する店舗は「ハートイン」が付かない一般的な「セブン-イレブン」として営業している。
  - 新聞・雑誌・土産物など、ジェイアール西日本デイリーサービスネットの独自商品[注 4]はnanacoポイントが付かない。

- セブン-イレブン キヨスク（2024年、大阪駅）
- 転換されずに閉店した店舗の例（2023年、河内磐船駅）
- 閉店後、自動販売機が設置された例（2024年、天王寺駅）

### 四国エリア
- 四国キヨスク株式会社が事業を運営。
- 2014年（平成26年）7月4日、セブン-イレブン・ジャパンと提携（西日本同様事実上フランチャイズ化）し、3年以内にJR四国管内の既存売店（キヨスク及びビッグキヨスクの計36店舗）を「セブン-イレブン Kiosk」に転換予定と発表した[15][注 5]。なお、セブン-イレブンの店舗名としてはJR西日本エリアとは異なり、「Kiosk松山駅店」のように「Kiosk」が英字表記となる。転換対象外以外で転換されない店舗の一部はそのまま閉店している(卯之町駅、窪川駅など)。
- 2018年（平成30年）7月5日 - 「セブンイレブンKiosk多度津駅店」の開店により、セブンイレブンへの転換を終了（当初、対象の36店のうち20店のみ転換）[16]。
- 四国キヨスクの独自商品はnanacoのポイントが付かない。

### 九州エリア
- JR九州リテール株式会社が事業を運営。
- 2005年7月1日にJR九州の小売事業再編によりam/pm（2010年以降はファミリーマート）のフランチャイズおよび生活列車を経営するジェイアール九州リーテイルと合併し、JR九州リテール株式会社となった（ファミマのフランチャイズも引き継ぎ）。キヨスクの店舗をファミリーマート（ファミマに統合前のam/pmも含む）に統合した駅もある（福工大前駅など）。
- JR九州リテールは福岡市交通局（福岡市地下鉄）の売店も担当している。
- JR九州のSUGOCAエリア内の店舗では、SUGOCAでの決済も可能である。但し一部の駅に限られ、若松駅、海老津駅など不可の駅が多い。

- ファミリーマートJR姪浜駅店
（JR九州リテールが運営）

## キヨスクで販売されているもの（一例）
- 新聞、スポーツ新聞
- 週刊誌、月刊誌（ともに漫画誌等が中心）、文庫本、単行本、時刻表
- たばこ、ライター
- お菓子（ガム、キャンディー、チョコ、キャラメル、スナック（袋ではなく場所を取らず陳列できる箱入りが多い）
- 弁当、駅弁、パン、アイスクリーム
- おつまみ（珍味・柿ピー・ちくわ）、ゆで卵、冷凍みかん
- 牛乳、ソフトドリンク（ジュースなど）、ビール、酒類
- テレカ（公衆電話の管理を委託されている場合）、ティッシュ、カイロ、マスク、絆創膏、傘、ペン類、充電器、乾電池、写真フィルム
- 手袋、ハンカチ、靴下、パンティストッキング
- 祝儀袋、香典袋、ネクタイ（白/黒）
- お土産（菓子類、記念品、おもちゃ）
- 郵便切手
- 宝くじ

## JRグループの駅ナカコンビニ
- ニューデイズ - JR東日本グループ
- ベルマート - JR東海グループ
- デリカステーション - JR東海グループ
- ハート・イン - JR西日本グループ
- デイリーイン - JR西日本グループ
- 生活列車 - JR九州グループ

## 他社局の駅売店ブランド
- A LoT - 京王電鉄の駅構内売店のブランド名。セブン-イレブンに転換。
- toks - 東急電鉄の駅構内売店のブランド名。ローソンと業務提携。
- asnas - 阪急電鉄・阪神電気鉄道の駅構内売店のブランド名。阪神は下記an3から移行。2021年よりローソンに転換。
- TOMONY - 西武鉄道の駅構内売店のブランド名。ファミリーマートと業務提携。
- SUNCOS - 名古屋鉄道の駅構内売店・ミニコンビニのブランド名。2011年よりファミリーマートに転換。
- an3 - 京阪電気鉄道の駅構内売店のブランド名。2023年度をもって全店閉店、独自の小型スーパーマーケットのもより市に業態転換。過去には阪神電気鉄道（ローソンに転換）と南海電気鉄道（セブン-イレブンに転換）も参加していた。
- K PLAT・Pocketplat - かつての近畿日本鉄道の駅構内売店・ミニコンビニのブランド名。2013年よりファミリーマートに転換。
- フレンズショップ - 山陽電気鉄道の駅構内売店のブランド名。2011年よりローソンに転換。
- ステーションショップTX - 首都圏新都市鉄道の駅構内売店のブランド名。2024年9月11日に最後の青井駅の店舗が閉店した。自販機スペースの名称として一部の駅で看板のみ残っている。
- メルシー - 都営地下鉄の駅構内売店のブランド名。
- メトロス - 東京メトロの駅構内売店のブランド名。ローソンと業務提携。